# Biffontaine
Biffontaine là một xã, nằm ở tỉnh Vosges trong vùng Grand Est của Pháp. Xã này có diện tích 8,88 km², dân số năm 1999 là 399 người. Xã này nằm ở khu vực có độ cao trung bình 465 m trên mực nước biển.

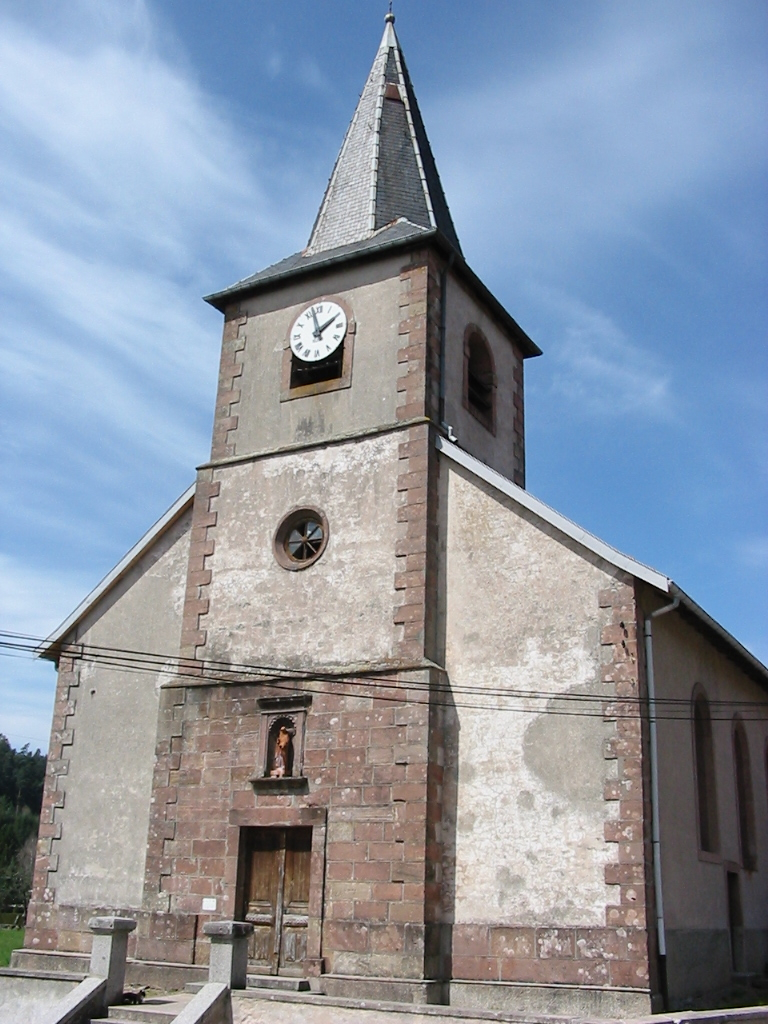
Nhà thờ Saint-Antoine

## Biến động dân số
| 1962                                         | 1968 | 1975 | 1982 | 1990 | 1999 |
| -------------------------------------------- | ---- | ---- | ---- | ---- | ---- |
| 357                                          | 376  | 353  | 308  | 393  | 399  |
| Số liệu từ năm 1962: Dân số không tính trùng |      |      |      |      |      |

## Hành chính
| Danh sách các xã trưởng                |               |     |                         |         |
| Giai đoạn                              | Giai đoạn     | Tên | Đảng                    | Tư cách |
| Depuis 2001                            | Denis Henry   |     |                         |         |
| 1977 - 2001                            | Georges Henry |     | Agriculteur (1927-2006) |         |
| Tất cả các dữ liệu trước đây không rõ. |               |     |                         |         |